# Třída Carlo Bergamini
Třída Carlo Bergamini byla třída protiponorkových fregat italského námořnictva. Tato třída byla pokusem o postavení co nejmenší lodi schopné účinně provozovat protiponorkový vrtulník. Celkem byly postaveny čtyři fregaty této třídy. Všechny byly ze služby vyřazeny.

## Stavba
Celkem byly v letech 1961–1962 do služby zařazeny čtyři jednotky této třídy, pojmenované Carlo Bergamini (F 593), Virgilio Fasan (F 594), Carlo Margottini (F 595) a Luigi Rizzo (F 596). Všechny fregaty byly vyřazeny v průběhu 80. let.
Jednotky třídy Carlo Bergamini:
| Jméno                    | Spuštěna na vodu | Vstup do služby   | Status   |
| ------------------------ | ---------------- | ----------------- | -------- |
| Carlo Bergamini (F 593)  |                  | 23. června 1962   | Vyřazen. |
| Virgilio Fasan (F 594)   |                  | 10. října 1962    | Vyřazen. |
| Carlo Margottini (F 595) |                  | 5. května 1962    | Vyřazen. |
| Luigi Rizzo (F 596)      |                  | 15. prosince 1961 | Vyřazen. |

## Konstrukce

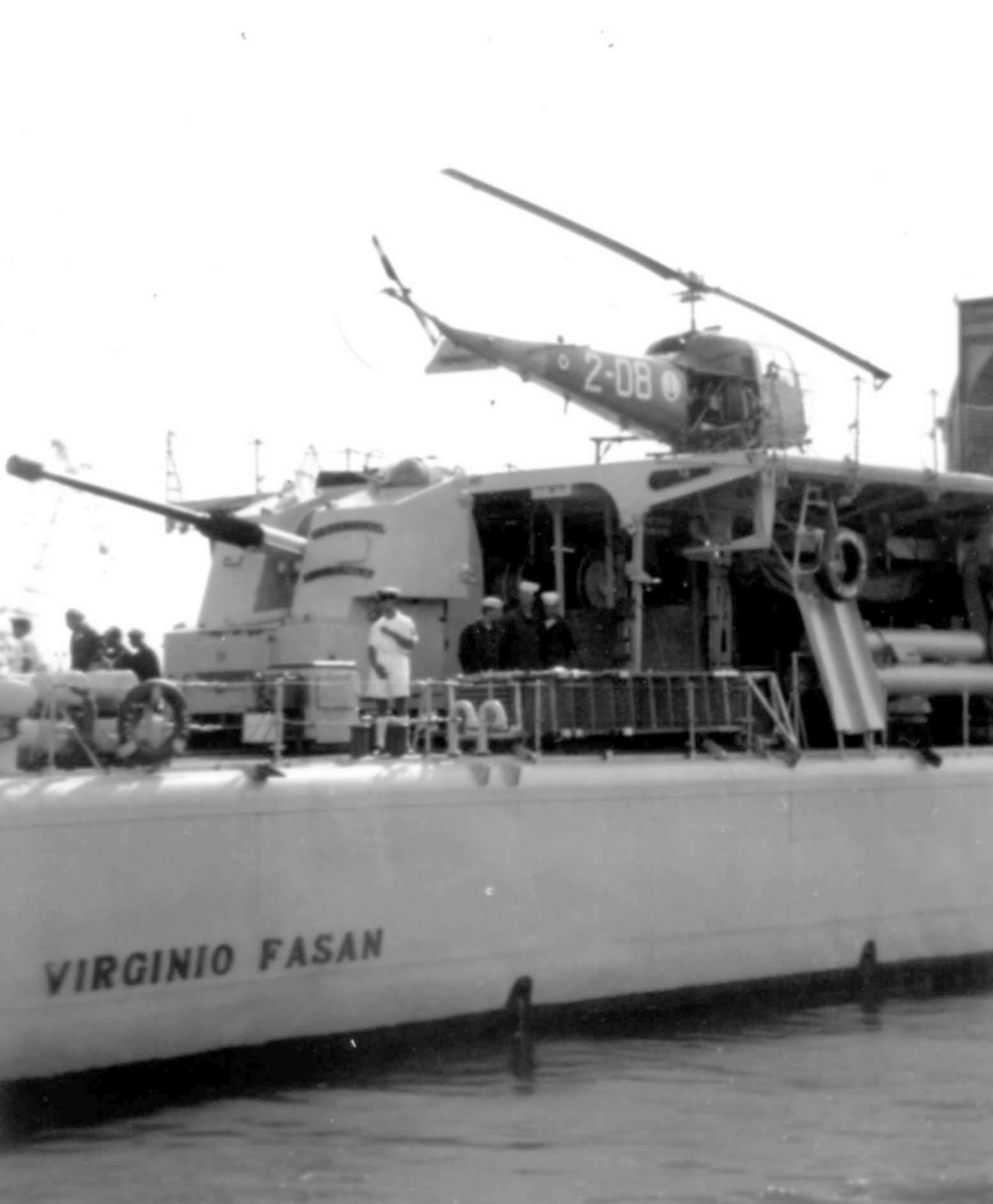
Detail fregaty Virgilio Fasan (F 594)

Hlavňovou výzbroj tvořily původně tři dva 76,2mm kanóny ve třech dělových věžích. Dvě stály na přídi a jedna na zádi. Za nimi se nacházel 305mm vrhač raketových hlubinných pum K113 Menon. Protiponorkovou výzbroj doplňovaly dva tříhlavňové 324mm protiponorkové torpédomety. Na palubě byla přistávací plocha a teleskopicky skladatelný hangár pro jeden vrtulník. Ten byl nejprve typu AB-47, později ho ale nahradily mnohem účinnější typy AB-204 a AB-212. To si však vynutilo demontáž třetí dělové věže, zvětšení hangáru a přistávací plošiny. Trupový sonar byl typu SQS-30. Pohonný systém tvořily čtyři diesely, díky kterým fregaty mohly plout rychlostí až 25 uzlů. Dosah byl 4500 námořních mil při rychlosti 16 uzlů.